# Halen
Halen este un oraș din regiunea Flandra din Belgia. Comuna este formată din localitățile Halen, Loksbergen și Zelem. Suprafața totală este de 36,29 km². La 1 ianuarie 2014 comuna avea o populație totală de 9.480 locuitori. 

## Localități înfrățite
- Germania: Pasewalk.